# Paul Rosenhayn
Paul Rosenhayn (* 11. Dezember 1877 in Hamburg; † 11. September 1929 in Berlin) war ein deutscher Schriftsteller und Drehbuchautor.

## Leben
Rosenhayn war der Sohn eines Kapitäns. Er besuchte Schulen in England und Deutschland und studierte anschließend einige Semester Jura. Rosenhayn unternahm ausgedehnte Reisen in Europa und Amerika und hielt sich mehrere Jahre in Indien auf. Er war Mitarbeiter britischer und später auch deutscher Zeitungen. Während des Ersten Weltkrieges begann er, Kriminalromane zu veröffentlichen, von denen besonders jene um die Figur des amerikanischen Detektivs "Joe Jenkins" großen Erfolg hatten. Zugleich verfasste Rosenhayn eine große Anzahl von Drehbüchern zu Spielfilmen, meist aus dem Genre des Detektivfilms.

## Werke
| - Elf Abenteuer des Joe Jenkins, Straßburg [u. a.] 1916. - Neuausgabe: Tally-Ho!, Berlin 2012, ISBN 9783942316026. - Neuausgabe Elf Abenteuer des Joe Jenkins. Klassische Detektivgeschichten aus dem Jahre 1915. Hofenberg, Berlin 2022, ISBN 978-3-7437-4249-9. - Die weiße Orchidee und anderes, Straßburg [u. a.] 1916 - Der Cotillon der Toten, Berlin-Charlottenburg 1918 - Nachtspuk, Siegen 1918 - Die Nacht ohne Morgen, Leipzig 1919 - Die Drei auf der Platte und anderes, Straßburg [u. a.] 1919 - Salto mortale, Berlin 1919 - Der Mann, den niemand sah, Leipzig 1920 - Der Mann auf dem Kronleuchter, Leipzig 1922 - Der Mitternachtsbesuch, Berlin 1922 - Razzia der Liebe, Berlin 1922 - Der Schlittschuhläufer, Leipzig 1922 - Cascapol, Leipzig 1923 - Der Herr der Valuta, Leipzig 1923 - Der frivole Jackie, Leipzig 1924 - Die glühende Gasse, Leipzig 1924 (1927 verfilmt) | - Der Ruf aus dem Aether, Leipzig 1924 - Der Vagabund im Frack, Leipzig 1924 - Spaziergänge ins Jenseits, Leipzig 1925 - Die Insel der Träume, Berlin 1926 - Der Ritt in die Sonne, München 1926 (erschienen in lettischer Übersetzung unter dem Titel Trīs miljonāri aiz pārpratuma als Fortsetzungsroman ab 9. Oktober 1926 in der Tageszeitung »Jaunākās Ziņas«) - Die ferne Frau, Berlin 1927 - Der Herr der Nacht, Berlin 1927 - Roman einer Nacht, Berlin 1927 - Die Jacht der sieben Sünden, Berlin-Schöneberg 1928 - Die Drei aus Hollywood, Berlin 1929 - Der Fall Pompejus Pym, Berlin 1929 - Joe Jenkins, Berlin [u. a.] 1929 - Der Flammen-Kreisel, Berlin 1930 - Das Haus im Schatten, Berlin 1930 - Der Mann am Fenster, Berlin 1930 - Anruf in der Nacht, Berlin 1931 |

## Drehbücher
| - 1915: Ein Gruß aus der Tiefe - 1915: Der indische Tod - 1916: Die silberne Kugel - 1916: Adamants letztes Rennen - 1916: Die Fiebersonate - 1916: Der gelbe Ulster - 1916: Aphrodite - 1916: Die Nacht von Cory Lane - 1916: Gold - 1916: Ramara - 1916: Schloss Phantom - 1917: Der Erdstrommotor - 1917: Die Kassette - 1917: Die Dame mit dem Diadem - 1917: Das Defizit - 1917: Zimmer Nummer sieben - 1917: Die fremde Frau - 1917: Das Geheimnis der Briefmarke - 1917: Die Gräfin von Navarra - 1917: Die Harvard-Prämie - 1917: Das Licht in der Nacht - 1917: Der Mann mit den vier Füßen - 1917: Eine Nacht in der Stahlkammer - 1917: Das Nachtgespräch - 1917: Am Hochzeitsabend - 1917: Ein scharfer Schuss - 1917: Die schwarze Kugel - 1918: Der Schlangenring - 1918: Sirocco - 1918: Das gestohlene Hotel - 1918: Die Kassenrevision - 1918: Der Star der großen Oper - 1918: Der Taktstock Richard Wagners - 1918: Die Tiara - 1918: Die Verteidigerin - 1919: Die Dame im Auto - 1919: Diskretion - 1919: Die Launen eines Milliardärs - 1919: Das Nachttelegramm | - 1919: Die Note mit dem Silberkreuz - 1919: Der Saal der sieben Sünden - 1919: Spiele eines Milliardärs - 1919: Das Spitzentaschentuch - 1919: Zwischen zwei Welten - 1920: Das Chamäleon - 1920: Der Kurier von Lissabon - 1920: Die Laune eines Lebemannes - 1920: Der Mitternachtsbesuch - 1920: Der Mord ohne Täter - 1920: Moriturus - 1920: Der Ruf aus dem Jenseits - 1920: Das unbewohnte Haus - 1920: Unter der Maske des Juweliers - 1920: Die Welt ohne Hunger (zusammen mit Harry Heymann) - 1921: Das Attentat - 1921: Die Diamantenkonkurrenz - 1921: Das Geheimnis der Mumie (zusammen mit Joseph Coböken) - 1921: Das Handicap der Liebe (zusammen mit Alfred Fekete) - 1921: Der Mann, den niemand sah - 1921: Die Nacht ohne Morgen - 1921: Nachtbesuch in der Northernbank - 1921: Der unsichtbare Gast (zusammen mit Heinz Baudo) - 1921: Der Höllenreiter - 1922: Maciste und der Sträfling Nr. 51 - 1922: Turfpiraten - 1923: Der große Sensationsprozeß - 1923: Der Tiger des Zirkus Farini - 1924: Gentleman auf Zeit - 1925: Die Insel der Träume (zusammen mit Wilhelm Thiele) - 1926: Mädchenhandel – Eine internationale Gefahr (zusammen mit E. Sulke und Lothar Knud Frederik) - 1927: Rinaldo Rinaldini - 1928: Das Geständnis der Drei - Der Diamant des Herrn Blomdal, 1964 (TV) - Der Fall Pinneberg, 1964 (TV) - Der Mann unterm Bett, 1964 (TV) - Der Schrank, 1964 (TV) |

## Hörspiele
- 1926: Der Mann unterm Bett (Zwei-Personen-Stück mit Hans Freundt und Meinhart Maur) – Regie: Nicht angegeben (Originalhörspiel – NORAG Hamburg)
- 1927: Presseball. Groteske – Regie: Karl Keßler (MIRAG)
- 1955: Die blaue Hawaii – Regie: Hans Drechsel (Originalhörspiel – SFB)